# Andreas Birkigt

Andreas Birkigt, 2013

Andreas Birkigt (* 20. Juli 1949 in Leipzig) ist ein deutscher Theaterfotograf und Sachbuchautor.

## Leben
- 1956–1966 Allgemeinbildende Polytechnische Oberschule (wegen Distanz zum System der DDR nicht zu EOS und Abitur zugelassen).
- 1971–1980 Fotofachverkäufer bei Foto Böttcher Leipzig. Ab 1980 Fotoassistent bei der Theaterfotografin Helga Wallmüller an den Leipziger Theatern, bereits mit eigenverantwortlichen Fotoprojekten.
- 1986–1988 Fotografenausbildung an der Gutenbergschule Leipzig. Ab 1988 Fotograf an den Leipziger Theatern.
- Ab 1990 Fotograf an der Oper Leipzig, noch im selben Jahr Leiter der Fotoabteilung der Oper Leipzig und deren Hausfotograf. 2012 aus der Oper Leipzig ausgeschieden, seitdem freiberuflich tätig, u. a. für die Internationale Sächsische Sängerakademie Torgau, für die Yehudi Menuhin Gesellschaft e.V., die Richard Wagner Gesellschaft, die Nikolaikirche Leipzig, die Kantorei der Immanuel-Nazareth Kirche München, sowie ROTH teleconcept München und andere mehr.
- Seit 2022 Mitglied im Lützschenaer Künstlerkreis. Ausstellungen >MenschenBilder1< im Marstall Schloss Lützschena, >MenschenBilder2< und <MenschenBilder3< im ICZ in der Leipziger Baumwollspinnerei. Die Ausstellung >DIE KUNST DES SEHENS - UWE SCHOLZ' LEIPZIGER ZEIT< in der Georg-Maurer-Bibliothek Leipzig-Plagwitz Februar bis April 2024 und in der Oper Leipzig Dezember 2024 bis Februar 2025.
- In der Reihe "Top-Fotograf" in der Herbstausgabe 1999 der Leipziger Blätter vorgestellt. 2025 Ausstellung >KEINE ANGST VOR GROSSEN SPUREN< vom 4. Juli bis 14. August in der Kunstgalerie Torgau.

## Werke
- mit Lothar Wittke: Leipziger Ballett : 10 Jahre Uwe Scholz
- John Dew inszeniert Mozart : Die Hochzeit des Figaro, Così fan tutte, Don Giovanni, hrsg. von Fritz Hennenberg
- Andreas Birkigt, Udo Zimmermann, Das Opernhaus, Verlag Kunst und Touristik, 1991
- Helga Wallmüller, Andreas Birkigt, Leipziger Theater: 35. Jahrestag der Gründung der Deutschen Demokratischen Republik 1984, Leipziger Theater, 1984
- Andreas Birkigt, Jürgen Tiede, Anschrift: Bautzner Straße Leipzig: Wege zum Ballett, Ed. Tiede, 1998
- Roman Brüschweiler, Karl Meier, Andreas Birkigt, Willkommen in Wettingen: Informationsbroschüre für Wettinger Wissbegierige, Gemeinde Wettingen, 1999
- 150 Jahre Operette in Leipzig von Leonard Czernetzky/Doris Fischer – mit 64 Fotos von Andreas Birkigt 2009
- Geschichte der Oper Leipzig von Fritz Hennenberg – mit 28 Fotos von Andreas Birkigt 2009
- Oper Leipzig, Schlaglichter auf fünf Jahrzehnte Musiktheater – mit 181 Fotos von Andreas Birkigt – hrsg. Alexander von Maravic/Harald Müller TdZ 2010
- Zeitsprünge – Leaps in Time – Uwe Scholz – mit 46 Fotos von Andreas Birkigt – hrsg. Nadja Kadel, Kati Burchart 2013